# Lluís Maria de Puig i Olivé
Lluís Maria de Puig i Olivé (Bàscara, 29 de juliol de 1945 - Girona, 12 de desembre de 2012) fou un polític i historiador català.

## Biografia
Llicenciat en Història, havia estudiat a Girona, Barcelona i París (Sorbona). Va ser professor d'Història Contemporània a la Universitat Autònoma de Barcelona i a la Universitat de Girona.
Va ser autor de 18 llibres d'història, coautor en una desena més i autor de multitud de treballs acadèmics publicats, així com d'articles d'opinió a la premsa internacional i també del nostre país. Per la seva obra acadèmica ha estat nomenat doctor honoris causa per la Universitat de Constança. Entre les seves obres hi ha les biografies de Carles Rahola i Josep Tarradellas.
Militant de Convergència Socialista de Catalunya en 1974, posteriorment del PSC-PSOE i de la UGT. Participà en l'Assemblea de Catalunya. Membre de l'Executiva Nacional del PSC i membre de l'Assemblea Parlamentària del Consell d'Europa pel Grup Socialista i president de la Comissió de Cultura, Ciència i Educació.
Va tenir responsabilitats institucionals en la política europea i internacional com a President de l'Assemblea de la Unió europea occidental (fins al 2000) i de l'Assemblea parlamentària del Consell d'Europa (fins al 2010).
Ha estat diputat per la província de Girona a les eleccions generals espanyoles de 1979, 1982, 1986, 1989, 1993, 1996 i 2000. A les eleccions generals espanyoles de 2004 fou senador per l'Entesa Catalana de Progrés.
Des de desembre de 2010 era President del Consell Català del Moviment Europeu i Vicepresident de la Fundació Ernest Lluch, President de l'Associació catalana de cooperació universitària internacional (WUSMED) i President honorari de l'Assemblea Parlamentària del Consell d'Europa.
Va morir el 12 de desembre de 2012 a Girona a causa d'una aturada cardíaca.

## Fons Lluís Maria de Puig i Olivé
La seva família va fer donació a la Biblioteca de la Universitat de Girona de la biblioteca personal coincidint amb el cinquè aniversari de la seva mort. El fons consta d'uns 1800 llibres provinents de la seva biblioteca personal així com tota la seva obra.

## Reconeixements
L'Ajuntament de Girona, des de l'any 2013, organitza anualment les Jornades Lluís Maria de Puig Olivé. I el 24 de febrer de 2018 va inaugurar el Mirador de Lluís Maria de Puig, situat en un dels laterals de la plaça de Sant Feliu, darrere de l'escultura del Cul de la Lleona
Coincidint amb l'aniversari de la seva mort, 2 anys després, la Biblioteca de Montilivi de la Universitat de Girona va dedicar una de les seves aules d'estudi a de Puig